# Slipping Through My Fingers
"Slipping Through My Fingers" É uma música escrita por Björn Ulvaeus e Benny Andersson e gravada pelo grupo sueco ABBA no álbum de 1981 The Visitors. O vocal é de Agnetha Fältskog. A música conta a história do lamento de uma mãe que percebe que a sua filha cresce rapidamente e "Escapa pelos seus dedos". 
A inspiração da música foi a filhinha de Agnetha e Björn, Linda Ulvaeus, que tinha cinco anos à época da composição da canção.

## Versões Cover
- A canção é usada no musical Mamma Mia!, a exemplo do filme de 2008 Mamma Mia! (filme) no qual a música é interpretada pelas atrizes Meryl Streep e Amanda Seyfried. A canção é usada quando a mãe, Donna, está ajudando sua filha, Sophie, a se arrumar para o seu casamento.